# بيت أبو سبعة (جحانة)

تعديل مصدري - تعديل

بيت أبو سبعة هي إحدى قرى عزلة سهمان جحانة بمديرية جحانة التابعة لمحافظة صنعاء، بلغ تعداد سكانها 218 نسمة حسب تعداد اليمن لعام 2004.